# Кефлах
Кефлах (нім. Köflach) — місто в Австрії, в федеральній землі Штирія, у окрузі Фойтсберг.